# John Middleton (Anthropologe)
John Francis Marchment Middleton (* 22. Mai 1921 in London; † 27. Februar 2009 in New Haven (Connecticut)) war ein britischer, auf afrikanische Kulturen und Gesellschaften spezialisierter Anthropologe. Von 1981 bis zu seiner Emeritierung 1991 war er Professor für Anthropology and Religious Studies an der Yale University, nachdem er zuvor an der University of London, der New York University und anderswo gelehrt hatte. Er hat anthropologische Forschungen in Uganda, Nigeria und Ghana durchgeführt. 

## Leben und Wirken
Middleton studierte zunächst Anglistik an der University of London (Abschluss mit B.A. 1941). Im Zweiten Weltkrieg diente er in einem Infanteriebataillon der Kolonialarmee in Ostafrika. Nach dem Krieg wandte er sich der Sozialanthropologie zu und machte an der University of Oxford 1949 seinen B.Sc.-Abschluss. Anschließend unternahm er Feldforschung bei den Lugbara in Uganda für seine Doktorarbeit, die er 1953 ebenfalls in Oxford abschloss. Danach lehrte er als Lecturer für Sozialanthropologie an der University of London (1953–1954 und 1956–1963), Universität Kapstadt (1954–1955) und Rhodes University im südafrikanischen Grahamstown (1955–1956). 
1963 wurde er als Professor der Anthropologie an die Northwestern University im US-Bundesstaat Illinois berufen, drei Jahre später wechselte er in gleicher Funktion an die New York University. 1972 kehrte er als Professor an die University of London zurück. 1981 wurde er an die Yale University in New Haven (Connecticut) berufen, wo er 1983–1986 der Abteilung für Anthropologie und 1983–1988 dem Rat für Afrikastudien vorstand. 1987 übernahm er zusätzlich einen Lehrstuhl für Religionswissenschaft, 1991 wurde er emeritiert.
Middleton arbeitete 1958 in Sansibar über Landpacht unter den zentralen Swahili (veröffentlicht unter dem Titel Land Tenure in Zanzibar, 1961) und später in den 80er Jahren unter den nördlichen Swahili der Stadt Lamu in Kenia in einer breit angelegten ethnographischen Studie, die 1992 unter dem Titel The World of the Swahili erschien. 
Er verfasste eine Monographie über die Religion der Lugbara (1960) und war der Herausgeber der Encyclopaedia of Africa South of the Sahara (1997). 
Middleton war 1973–1974 und 1980–1981 Ko-Direktor des International African Institute und fungierte von 1972 bis 1979 als Herausgeber der Fachzeitschrift Africa. Das Institut zeichnete ihn 1979 mit der Goldmedaille für Verdienste in den Afrikastudien aus. Von 1983 bis 1985 war er der erste Vorsitzende der Association for Political and Legal Anthropology.
Middleton starb am 27. Februar 2009 in New Haven.

## Schriften
- Lugbara Religion: Ritual and Authority Among an East African People. London International African Institute / Oxford University Press 1960
- The Lugbara of Uganda. New York [u. a.] : Holt, Rinehart & Winston, 1965
- mit Campbell, Jane: Zanzibar. Its Society and its Politics. Oxford University Press London 1965
- Land tenure in Zanzibar / Colonial Office. London : Her Maj.'s Stat. Off., 1961 (Colonial research studies ; 33)
- (ed.) Black Africa. Its Peoples and Their Cultures Today. Macmillan London 1970
- Beattie, John. Middleton, John (eds.): Spirit Mediumship and Society in Africa. NY Africana Pub. 1969
- Middleton, John and David Tait. (Editors). Preface by E.E. Evans-Pritchard. Tribes Without Rulers. Studies in African Segmentary Systems. Routledge and Kegan Paul, London, 1964. (Second impression)
- Cohen, Ronald; Middleton, John, eds.: From tribe to nation in Africa; studies in incorporation processes. Edited by Ronald Cohen and John Middleton. Scranton, Chandler Pub. Co. [1970]; ISBN 0810200031
- Cohen, Ronald, and Middleton, John (Joint Editors): Comparative Political Systems. Garden City, NY Published for the American Museum of Natural History by the Natural History Press 1967
- World of Swahili: An African Mercantile Civilization. 1994. New Haven: Yale University Press.
- (Hg.) Encyclopedia of Africa south of the Sahara. 4 Bände. 1997